# Chromosome 1 humain
Le chromosome 1 est le plus grand des 23 paires de chromosomes humains. C'est un des 22 autosomes. Il est le dernier chromosome à avoir été totalement séquencé. 

## Caractéristiques du chromosome 1
- Nombre de paires de base : 245 522 847
- Nombre de gènes : 2 281
- Nombre de gènes connus : 1 988
- Nombre de pseudo gènes : 723
- Nombre de variations des nucléotides (S.N.P ou single nucleotide polymorphism) : 738 942

## Anomalies chromosomiques décrites au niveau du chromosome 1
- Monosomie 1p36 : syndrome délétionnel impliquant la région située entre 1p36.13 et 1p36.33.

## Gènes localisés sur le chromosome 1
Le gène Rhésus est présent sur la paire de chromosomes 1, c'est ce gène qui contrôle une partie des caractéristiques du sang ( + ou - ).

## Fonctions du chromosome 1
- Formation du cristallin de l’œil.
- Collagène.

## Maladies localisées sur le chromosome 1
- La nomenclature utilisée pour localiser un gène est décrite dans l'article de celui-ci
- Les maladies en rapport avec des anomalies génétiques localisées sur le chromosome 1 sont :

| Maladies localisées sur le chromosome 1                                                     | Maladies localisées sur le chromosome 1 | Maladies localisées sur le chromosome 1 | Maladies localisées sur le chromosome 1 | Maladies localisées sur le chromosome 1 | Maladies localisées sur le chromosome 1 |
| ------------------------------------------------------------------------------------------- | --------------------------------------- | --------------------------------------- | --------------------------------------- | --------------------------------------- | --------------------------------------- |
| pathologie                                                                                  | Transmission                            | O.M.I.M                                 | Locus                                   | Gène                                    | protéine codée par le gène              |
| Bras long                                                                                   |                                         |                                         |                                         |                                         |                                         |
|                                                                                             |                                         |                                         |                                         |                                         |                                         |
|                                                                                             |                                         |                                         |                                         |                                         |                                         |
|                                                                                             |                                         |                                         |                                         |                                         |                                         |
|                                                                                             |                                         |                                         |                                         |                                         |                                         |
|                                                                                             |                                         |                                         |                                         |                                         |                                         |
|                                                                                             |                                         |                                         |                                         |                                         |                                         |
|                                                                                             |                                         |                                         |                                         |                                         |                                         |
|                                                                                             |                                         |                                         |                                         |                                         |                                         |
|                                                                                             |                                         |                                         |                                         |                                         |                                         |
|                                                                                             |                                         |                                         | q44                                     |                                         |                                         |
|                                                                                             |                                         |                                         |                                         |                                         |                                         |
|                                                                                             |                                         |                                         |                                         |                                         |                                         |
|                                                                                             |                                         |                                         |                                         |                                         |                                         |
|                                                                                             |                                         |                                         |                                         |                                         |                                         |
|                                                                                             |                                         |                                         |                                         |                                         |                                         |
|                                                                                             |                                         |                                         |                                         |                                         |                                         |
|                                                                                             |                                         |                                         |                                         |                                         |                                         |
|                                                                                             |                                         |                                         | q43                                     |                                         |                                         |
| Léiomyomatose familiale et cancer du rein                                                   | dominante                               | 605839                                  | q42.1                                   | FH                                      |                                         |
| Acidurie fumarique                                                                          | récessive                               |                                         | q42.1                                   |                                         |                                         |
| Nanisme létal type Greenberg                                                                |                                         |                                         | q42.1                                   |                                         |                                         |
| Dysplasie ventriculaire droite arythmogène                                                  |                                         |                                         | q42.1                                   |                                         |                                         |
| Syndrome de Chediak Higashi                                                                 | récessive                               | 214500                                  | q42.1-q42.2                             | LYST                                    |                                         |
|                                                                                             |                                         |                                         |                                         |                                         |                                         |
|                                                                                             |                                         |                                         |                                         |                                         |                                         |
|                                                                                             |                                         |                                         |                                         |                                         |                                         |
|                                                                                             |                                         |                                         |                                         |                                         |                                         |
|                                                                                             |                                         |                                         | q41                                     |                                         |                                         |
|                                                                                             |                                         |                                         |                                         |                                         |                                         |
|                                                                                             |                                         |                                         |                                         |                                         |                                         |
|                                                                                             |                                         |                                         |                                         |                                         |                                         |
|                                                                                             |                                         |                                         |                                         |                                         |                                         |
| Syndrome de Van der Woude                                                                   |                                         |                                         | q32                                     |                                         |                                         |
| Syndrome de la bride poplitée                                                               |                                         |                                         | q32                                     |                                         |                                         |
| Maladie d'Alzheimer d'origine génétique                                                     |                                         |                                         | q31                                     |                                         |                                         |
|                                                                                             |                                         |                                         | q31                                     |                                         |                                         |
|                                                                                             |                                         |                                         |                                         |                                         |                                         |
|                                                                                             |                                         |                                         |                                         |                                         |                                         |
|                                                                                             |                                         |                                         |                                         |                                         |                                         |
|                                                                                             |                                         |                                         | q25                                     |                                         |                                         |
|                                                                                             |                                         |                                         |                                         |                                         |                                         |
|                                                                                             |                                         |                                         |                                         |                                         |                                         |
|                                                                                             |                                         |                                         |                                         |                                         |                                         |
|                                                                                             |                                         |                                         | q24                                     |                                         |                                         |
|                                                                                             |                                         |                                         |                                         |                                         |                                         |
| Thrombophilie par mutation du facteur V                                                     |                                         |                                         | q23                                     |                                         |                                         |
|                                                                                             |                                         |                                         | q23                                     |                                         |                                         |
| Maladie de Charcot-Marie-Tooth type 2I                                                      |                                         |                                         | q22                                     |                                         |                                         |
| Maladie de Charcot-Marie-Tooth type 2J                                                      |                                         |                                         | q22                                     |                                         |                                         |
| Maladie de Charcot-Marie-Tooth type 1B                                                      |                                         |                                         | q22                                     |                                         |                                         |
|                                                                                             |                                         |                                         | q22                                     |                                         |                                         |
| Syndrome de Hutchison-Gilford progeria                                                      |                                         |                                         | q21.2                                   |                                         |                                         |
| Dystrophie musculaire d'Emery-Dreifuss                                                      |                                         |                                         | q21.2                                   |                                         |                                         |
| Maladie de Charcot-Marie-Tooth type 2B1                                                     |                                         |                                         | q21.2                                   |                                         |                                         |
| Maladie de Gaucher                                                                          |                                         |                                         | q21                                     |                                         |                                         |
| Migraine hémiplégique familiale                                                             |                                         |                                         | q21-q23                                 |                                         |                                         |
| Épilepsie frontale à crises nocturnes                                                       | Dominante                               | 605375                                  |                                         |                                         |                                         |
| Dystrophie musculaire des ceintures type 1B                                                 | Dominante                               |                                         | q21                                     |                                         |                                         |
|                                                                                             |                                         |                                         | q21                                     |                                         |                                         |
|                                                                                             |                                         |                                         |                                         |                                         |                                         |
|                                                                                             |                                         |                                         |                                         |                                         |                                         |
|                                                                                             |                                         |                                         | q12                                     |                                         |                                         |
|                                                                                             |                                         |                                         |                                         |                                         |                                         |
|                                                                                             |                                         |                                         |                                         |                                         |                                         |
| Bras court                                                                                  |                                         |                                         |                                         |                                         |                                         |
|                                                                                             |                                         |                                         | p11                                     |                                         |                                         |
|                                                                                             |                                         |                                         |                                         |                                         |                                         |
|                                                                                             |                                         |                                         | p12                                     |                                         |                                         |
|                                                                                             |                                         |                                         |                                         |                                         |                                         |
|                                                                                             |                                         |                                         |                                         |                                         |                                         |
|                                                                                             |                                         |                                         | p13                                     |                                         |                                         |
| Hyperplasie congénitale des surrénales par déficit en 3-bêta-hydroxystéroïde déshydrogénase |                                         |                                         | p13.1                                   |                                         |                                         |
|                                                                                             |                                         |                                         |                                         |                                         |                                         |
|                                                                                             |                                         |                                         | p21                                     |                                         |                                         |
|                                                                                             |                                         |                                         |                                         |                                         |                                         |
|                                                                                             |                                         |                                         |                                         |                                         |                                         |
|                                                                                             |                                         |                                         | p22                                     |                                         |                                         |
|                                                                                             |                                         |                                         |                                         |                                         |                                         |
| Anémie mégaloblastique thiamine-sensible                                                    |                                         |                                         | p23.3                                   |                                         |                                         |
|                                                                                             |                                         |                                         | p31                                     |                                         |                                         |
|                                                                                             |                                         |                                         |                                         |                                         |                                         |
| Déficit en transporteur de glucose de type 1                                                |                                         |                                         | p31.3                                   |                                         |                                         |
|                                                                                             |                                         |                                         | p32                                     |                                         |                                         |
|                                                                                             |                                         |                                         |                                         |                                         |                                         |
|                                                                                             |                                         |                                         | p33                                     |                                         |                                         |
| Syndrome Muscle-Eye-Brain                                                                   |                                         |                                         | p33                                     |                                         |                                         |
|                                                                                             |                                         |                                         | p34                                     |                                         |                                         |
| Surdité non syndromique                                                                     | Dominante                               |                                         | p34                                     |                                         |                                         |
|                                                                                             |                                         |                                         |                                         |                                         |                                         |
|                                                                                             |                                         |                                         | p35                                     |                                         |                                         |
| Myopathie congénitale à cores centraux                                                      |                                         |                                         | p35-p36                                 |                                         |                                         |
|                                                                                             |                                         |                                         |                                         |                                         |                                         |
|                                                                                             |                                         |                                         |                                         |                                         |                                         |
|                                                                                             |                                         |                                         |                                         |                                         |                                         |
|                                                                                             |                                         |                                         |                                         |                                         |                                         |
|                                                                                             |                                         |                                         | p36                                     |                                         |                                         |
| Nanisme dyssegmentaire Type Silverman-Handmaker                                             |                                         |                                         | p36.1                                   |                                         |                                         |
| Maladie de Hirschsprung                                                                     |                                         |                                         | p36.1                                   |                                         |                                         |
| Maladie de Charcot-Marie-Tooth type 2A                                                      |                                         |                                         | p36.2                                   |                                         |                                         |
| Syndrome d'Ehlers-Danlos type cypho-scoliotique                                             |                                         |                                         | p36.2-p36.3                             |                                         |                                         |
|                                                                                             |                                         |                                         |                                         |                                         |                                         |
|                                                                                             |                                         |                                         |                                         |                                         |                                         |
|                                                                                             |                                         |                                         |                                         |                                         |                                         |
|                                                                                             |                                         |                                         |                                         |                                         |                                         |
|                                                                                             |                                         |                                         |                                         |                                         |                                         |
|                                                                                             |                                         |                                         |                                         |                                         |                                         |
|                                                                                             |                                         |                                         |                                         |                                         |                                         |
|                                                                                             |                                         |                                         |                                         |                                         |                                         |

## Sources
- (en) Ensemble Genome Browser
- (en) Online Mendelian Inheritance in Man, OMIM (TM). Johns Hopkins University, Baltimore, MD.